# 叶瑾
叶瑾（1956年4月16日—），中国游泳教练，国家级教练，现任中国国家游泳队教练员。知名弟子有齐晖、宁泽涛等。